# 1378
1378 (MCCCLXXVIII) je bilo navadno leto, ki se je po julijanskem koledarju začelo na petek.

## Dogodki
- razkol med protipapežema Urbanom VI. (Rim) in Klementom VII. (Avignon)

## Smrti
- 6. februar - Ivana Burbonska, francoska kraljica (* 1338)
- 27. marec - papež Gregor XI. (* 1336)
- 29. november - Karel IV. Luksemburški, rimsko-nemški cesar, češki kralj (* 1316)
- 16. december - Oton III. Paleolog, montferraški markiz (* 1360)